# Wabi Ryvola

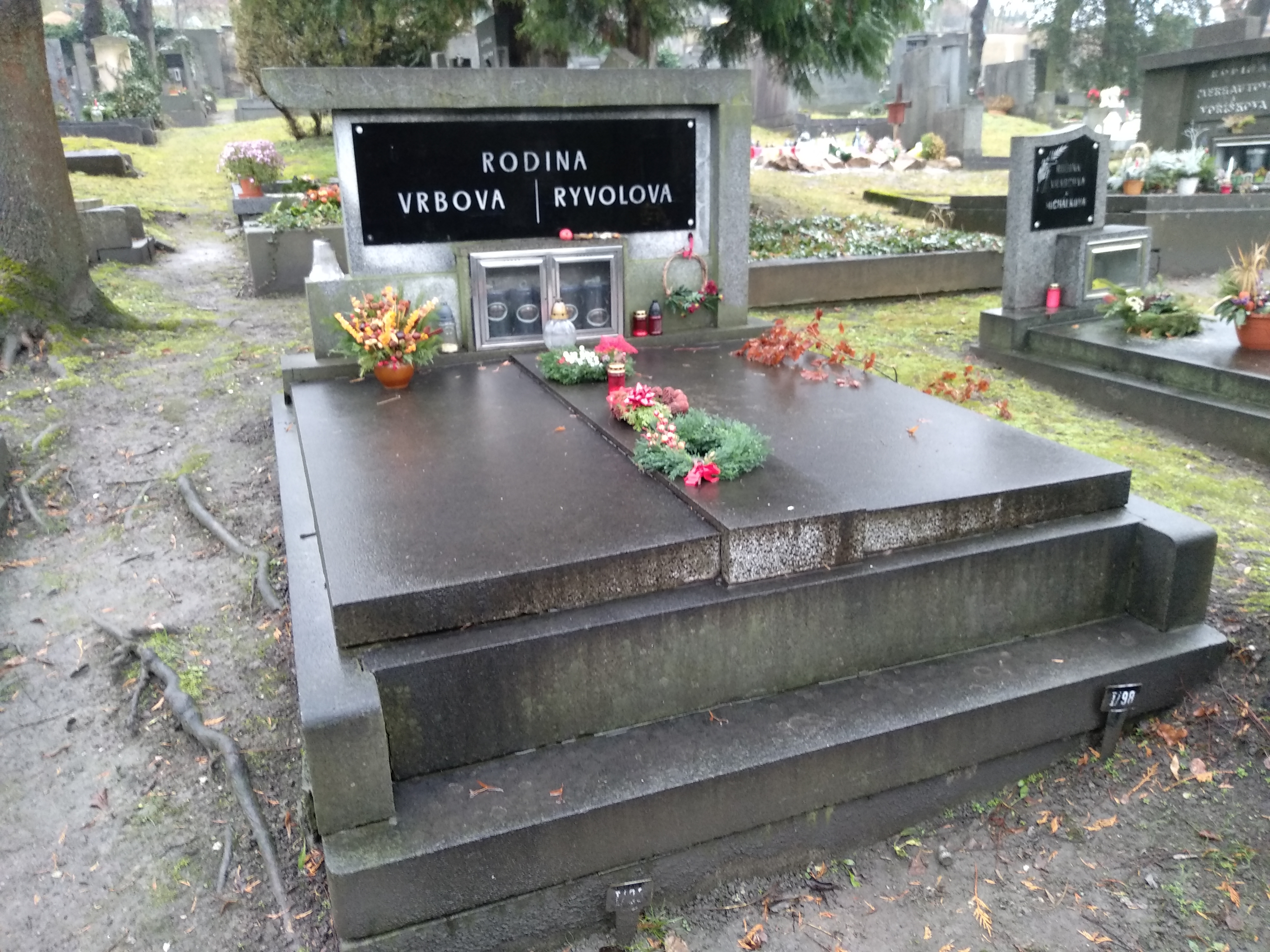
Rodinný hrob na hřbitově ve Švermově

Jiří „Wabi“ Ryvola (4. dubna 1935 Kladno – 27. února 1995 Praha) byl český trampský písničkář činný od konce 50. do 90. let, autor řady trampských hitů a významný představitel českého trampského hnutí. Se svým bratrem Mirkem „Mikim“ Ryvolou působil ve skupině Hoboes.

## Život
Vyučil se soustružníkem, studoval gymnázium a nakonec absolvoval Střední průmyslovou školu strojní na Kladně. Následovala vojenská služba u Pomocných technických praporů, později působil jako konstruktér silničních strojů. Už v mládí se zabýval hraním na kytaru a skládáním písní. V roce 1963 založil spolu s bratrem Mirko Ryvolou (Miki Ryvola) trampskou hudební skupinu Hoboes, která úspěšně vystupovala na koncertech, v televizi, i na soutěžních přehlídkách festivalu Porta.
V roce 1958 vstoupil do trampské osady Zlatý klíč, kterou založil jeho mladší bratr Miki v roce 1956, od roku 1968 buduje Zlatý klíč na jihu Čech osadní sídlo zvané Fort Hazard. Byl zakládajícím členem České tábornické unie v které působil až do roku 1993. Svou činností inspiroval tisíce mladých lidí a trampů.
Od roku 1988 trpěl vážnou chorobou – rakovinou plic. Lékaři mu odebrali polovinu plic, také díky tomu přestal kouřit. V roce 1988 se zúčastnil 3. světového trampského potlachu ve Švýcarsku, v roce 1991 s bratrem Mikim navštívil Austrálii, a v roce 1993 se zúčastnil 4. světového trampského potlachu v americkém Coloradu.
Za život složil přes 270 písní. Napsal také 25 povídek publikovaných původně časopisecky, poté v samizdatu 1973–1989 a v roce 2007 v knize Prokletá vůně hor.
Zemřel na komplikace rakoviny ve věku 59 let.

## Vybraná ocenění
- 1969 – 6× Autorská Porta, Hoboes 2. místo v Interpretační Portě
- 1971 – Autorská Porta 1. místo
- 1972 – Autorská Porta 2. místo
- 1973 – Zlatá kytara FCK pro skupinu Hoboes
- 1976 – Zlatá Porta pro Hoboes za dlouholetou činnost

## Vybraná diskografie

### Hoboes
- LP Zvláštní znamení touha – 1981 Supraphon – profilová deska skupiny, 16 písní
- CD Hoboes – 1990 Supraphon
- CD Hoboes live – 1998 Bonton – nahrávky z let 1968-1986, 22 písní
- 2CD Hobousárny, Písně bratří Ryvolů – 2009 Supraphon, 55 písní

### Sólové
- CD Můj názor na věc – 1990 Supraphon – Wabiho profilová deska, 18 písní
- CD Poslední defilé – 1995 Presston, 17 písní
- CD Letokruhy – 2015 Supraphon, 29 písní

### Jiné kompilace
- SP Scarabeus a Hoboes – 1970 Panton – nahrávky z Porty 1969, 4 písně
- SP Písně Minnesengrů, Hoboes a Havranů – 1972 Panton – 1 píseň : Barevný stíny
- SP Písně Minnesengrů a Hoboes – 1972 Panton – 2 písně : Vrbový houštiny, Země tří sluncí
- LP Písně dlouhejch cest, Supraphon 1975 – 3 písně (spolu s Kapitánem Kidem, Pacifikem, Wabi Daňkem a Brontosaury)
- LP Porta '82 – 1983 Supraphon – 1 píseň
- SP edice Cesty – 1985 Panton – 1 píseň
- LP Cesty '85, Panton na Portě – 1985 Panton – 1 píseň
- LP Country kolotoč – 1988 Supraphon (dále Michal Tučný, Pavel Bobek, Zdeněk Rytíř, Věra Martinová, Milena Soukupová, Rattlesnake Annie)
- LP Trampská dvorana – 1988 Supraphon – 4 písně
- SP Porta 89 Wabi + Bárka – 1989 Supraphon – 1 píseň
- CD Nejlepší ryvolovky – 1993 Wenkow – 11 písní (kromě Wabiho s Mikim zde vystupovali : K.T.O., Nezmaři, Karabina, Rowers a Příboj)

## Výběr písní
| - Bar u zlý Mařeny - Barevný stíny (nový text na hudbu cenzurou neschválené písně Proklatá fordka) - Blacky Joe - Břehy mé duše - Cesta zpátky - Co všechno vítr svál - Čas divnejch písní - Čekání - Čekej na můj Jumbo Jet (jen text, v originále Leaving on a Jet Plane, text pro Hanu Lounovou) - Dálka - Dlouhá cesta - Fajnová země - Festival písní v městě N - Hejno vran - Heny - Hic sunt leones - Hobo - Hobo a pes - Hrozny hněvu - Chudák holka - Island | - Karolino, good bye ! - Lákání - Letokruhy - Made in Pade - Make Love Cosa Nostra - Máš chuť evergeenů - Mrtvej chlap - Nájezd Apačů (Main Street) - Obyčejný pondělí - Obyčejný toulání - Odcházet za svítání - Ohrada - Osamělý město (známější pod názvem Tereza) - Padá láska - Panna nebo orel - Pat a Dan - Píseň o trávě a noci - Píseň z Bobří hráze (spoluautor Jan Vyčítal) - Polední Jumbo Jet - Poslední víkend - Poznej a chraň - Proklatá fordka - Quien Sabe | - Rezavý šporny - Rychlé šípy - Samota - Sedmnáct dnů - Slet divnejch ptáků - Smutná neděle - Sochám brečí déšť na vobočí - Song o prchavosti voňavek - Stará píseň - Strašná Barbora - Šestačtyřicátej - Šťastnej tulák - Táborový oheň - Tak ahoj - Tak už mi má holka mává - To bude asi tím - To mi povídej - To zatracený vedro - Velikonoce lampáře Tonyho - Vodjíždím - Vracím se, vracím - Zvláštní znamení: touha (původní, cenzurou neschválený text i název Zvláštní znamení: woodcraft) |